# مكتب الأمم المتحدة لشؤون نزع السلاح
```
مكتب الأمم المتحدة لشؤون نزع السلاح 
 
(
بالإنجليزية
: 
United Nations Office for Disarmament Affairs
)‏
 ويعرف باسم 
يونودا
 نسبة للاختصار 
(
بالإنجليزية
: 
UNODA
)‏
 مكتب 
للأمانة العامة للأمم المتحدة
 أنشئ في كانون الثاني / يناير 1998 
لإدارة شؤون نزع الأسلحة
 ، كجزء من خطة 
الأمين العام
 
للأمم المتحدة كوفي عنان
 لإصلاح الأمم المتحدة على النحو المقدم في تقريره المقدم إلى 
الجمعية العامة
 في يوليو / تموز 1997.
[
1
]
```

وهدفها هو تعزيز نزع السلاح النووي وعدم الانتشار النووي وتعزيز أنظمة نزع السلاح فيما يتعلق بأسلحة الدمار الشامل الأخرى والأسلحة الكيميائية والبيولوجية . كما أنه يعزز جهود نزع السلاح في مجال الأسلحة التقليدية ، وخاصة الألغام الأرضية والأسلحة الصغيرة ، التي غالباً ما تكون الأسلحة المفضلة في النزاعات المعاصرة.
يرأسها وكيل الأمين العام والممثل السامي إيزومي ناكاميتسو من اليابان، الذي تولى منصبه في 1 مايو 2017.

## الهيكل
يتكون مكتب الأمم المتحدة لشؤون نزع السلاح من خمسة فروع: أمانة مؤتمر نزع السلاح وفرع دعم المؤتمرات (جنيف) ، فرع أسلحة الدمار الشامل (WMD) ، فرع الأسلحة التقليدية (بما في ذلك نزع السلاح العملي) (CAB) ، فرع الإعلام والتوعية ( IOB) وفرع نزع السلاح الإقليمي ( RDB ). يدير فرع السلاح الإقليمي ثلاثة مراكز إقليمية.
يتم تنظيم الفروع والمراكز على النحو التالي:

## روابط خارجية
- الموقع الرسمي